# Fussball Club Wil 1900 2011-2012
Questa voce raccoglie le informazioni riguardanti il Fussball Club Wil 1900 nelle competizioni ufficiali della stagione 2011-2012.

## Stagione
Nella stagione 2011-2012 il Wil, allenato da Axel Thoma, concluse il campionato di Challenge League al 6º posto. In Coppa Svizzera il Wil fu eliminato agli ottavi di finale dal Basilea.

## Rosa
| N. |                               | Ruolo | Calciatore          |
| -- | ----------------------------- | ----- | ------------------- |
| 1  | Svizzera (bandiera)           | P     | Guillaume Faivre    |
| 2  | Corea del Nord (bandiera)     | D     | Cha Jong-hyok       |
| 3  | Germania (bandiera)           | C     | Berkan Afşarlı      |
| 4  | Svizzera (bandiera)           | D     | Granit Lekaj        |
| 5  | Francia (bandiera)            | D     | Abdoul Diakité      |
| 6  | Argentina (bandiera)          | C     | Sergio Bastida      |
| 8  | Svizzera (bandiera)           | C     | Mario Schönenberger |
| 9  | Francia (bandiera)            | A     | Anatole Ngamukol    |
| 11 | Macedonia del Nord (bandiera) | A     | Adis Jahović        |
| 12 | Kosovo (bandiera)             | D     | Ifraim Alija        |
| 12 | Svizzera (bandiera)           | C     | Sandro Lombardi     |

| N. |                               | Ruolo | Calciatore         |
| -- | ----------------------------- | ----- | ------------------ |
| 13 | Svizzera (bandiera)           | C     | Stefano Milani     |
| 14 | Svizzera (bandiera)           | C     | Claudio Holenstein |
| 15 | Haiti (bandiera)              | D     | Kim Jaggy          |
| 16 | Svizzera (bandiera)           | D     | Fabian Schär       |
| 18 | Svizzera (bandiera)           | P     | Philipp Bachmann   |
| 19 | Svizzera (bandiera)           | C     | Nikola Bozic       |
| 20 | Svizzera (bandiera)           | C     | Enack Kilafu       |
| 21 | Corea del Nord (bandiera)     | A     | Rim Chol-min       |
| 22 | Camerun (bandiera)            | A     | Otele Mouangue     |
| 23 | Macedonia del Nord (bandiera) | D     | Mirsad Mijadinoski |
| 24 | Slovenia (bandiera)           | A     | Džengis Čavušević  |

## Organigramma societario
Area tecnica
- Allenatore: Axel Thoma
- Allenatore in seconda: Neno Kuruzovic
- Preparatore dei portieri:
- Preparatori atletici:

## Calciomercato

### Sessione estiva
| Acquisti | Acquisti         | Acquisti      | Acquisti |
| R.       | Nome             | da            | Modalità |
| -------- | ---------------- | ------------- | -------- |
| P        | Philipp Bachmann | Schötz        |          |
| C        | Stefano Milani   | Locarno       |          |
| A        | Otele Mouangue   | Canon Yaoundé |          |
| D        | Abdoul Diakité   | F91 Dudelange |          |
| P        | Guillaume Faivre | Vaduz         |          |
| C        | Sehar Fejzulahi  | Lugano        |          |
| D        | Kim Jaggy        | Xanthī        |          |
| A        | Adis Jahović     | Sarajevo      |          |
| D        | Granit Lekaj     | Winterthur    |          |
| C        | Sandro Lombardi  | Pro Patria    |          |
| A        | Anatole Ngamukol | Roye-Noyon    |          |
| P        | Raphael Spiegel  | Grasshoppers  |          |

| Cessioni | Cessioni          | Cessioni         | Cessioni |
| R.       | Nome              | a                | Modalità |
| -------- | ----------------- | ---------------- | -------- |
| P        | Raphael Spiegel   | Brühl            |          |
| C        | Roberto Rodríguez | Bellinzona       |          |
| A        | Tim Grossklaus    | Old Boys Basilea |          |
| C        | Marko Muslin      | Losanna          |          |
| A        | Pak Kwang-ryong   | Basilea          |          |
| D        | Sally Sarr        | Lucerna          |          |
| P        | Davide Taini      | Grasshoppers     |          |
| A        | Marcell Takács    | BKV Előre        |          |
| P        | Timon Waldvogel   | San Gallo        |          |
| D        | Claudio Zenger    | Old Boys Basilea |          |

### Sessione invernale
| Acquisti | Acquisti           | Acquisti     | Acquisti |
| R.       | Nome               | da           | Modalità |
| -------- | ------------------ | ------------ | -------- |
| D        | Mirsad Mijadinoski | Debrecen     |          |
| C        | Berkan Afşarlı     | Stoccarda II |          |
| A        | Rim Chol-min       | Sobaeksu     |          |

| Cessioni | Cessioni        | Cessioni     | Cessioni |
| R.       | Nome            | a            | Modalità |
| -------- | --------------- | ------------ | -------- |
| C        | Attila Busai    | Ferencváros  |          |
| C        | Sehar Fejzulahi | Grasshoppers |          |

## Risultati

### Challenge League

#### andata
| Arbitro: | Wermelinger |

|             |           |             |
| Jahović 74’ | Marcatori | 68’ Carrara |

| Arbitro: | Huwiler |

|                |           |              |
| de Freitas 55’ | Marcatori | 4’ Čavušević |

| Arbitro: | Jancevski |

|               |           |           |
| Čavušević 23’ | Marcatori | 82’ Tadić |

| Arbitro: | Graf |

|  |           |             |
|  | Marcatori | 5’ Ngamukol |

| Arbitro: | Jaccottet |

|                                     |           |                         |
| Čavušević 53’ (rig.) Holenstein 90’ | Marcatori | 3’ Etoundi 11’ Scarione |

| Arbitro: | Winter |

|                         |           |                  |
| Bijelić 34’ Stauber 84’ | Marcatori | 16’, 90’ Bastida |

| Arbitro: | Huwiler |

|                           |           |  |
| Čavušević 26’ Bastida 56’ | Marcatori |  |

| Arbitro: | Gut |

|              |           |                                             |
| Sprunger 75’ | Marcatori | 21’, 45’ Lombardi 59’, 81’ (rig.) Čavušević |

| Arbitro: | Laperrière |

|                              |           |                |
| Schär 15’, 80’ Čavušević 74’ | Marcatori | 63’, 67’ Gashi |

| Arbitro: | Graf |

|  |           |                                         |
|  | Marcatori | 9’ Fejzulahi 32’ Jahović 61’ Holenstein |

| Arbitro: | Winter |

|                                                 |           |              |
| Fejzulahi 34’ Čavušević 37’ (rig.) Ngamukol 67’ | Marcatori | 33’ Besseyre |

| Arbitro: | Erlachner |

|                                     |           |  |
| Allali 4’, 54’ Doua 60’ Barbosa 83’ | Marcatori |  |

| Arbitro: | Winter |

|             |           |                           |
| Jahović 82’ | Marcatori | 25’ Chappuis 66’ Maccoppi |

| Arbitro: | Gremaud |

|                                     |           |                         |
| Bader 12’ Burgmeier 14’ Cerrone 87’ | Marcatori | 4’ Holenstein 18’ Schär |

| Arbitro: | Bieri |

|                   |           |                         |
| Sallaj 48’ (aut.) | Marcatori | 40’ Safari 78’ Di Nardo |

#### ritorno
| Arbitro: | Erlachner |

|               |           |             |
| Boughanem 68’ | Marcatori | 46’ Jahović |

| Arbitro: | Pache |

|          |           |                                   |
| Tadić 3’ | Marcatori | 4’, 56’, 79’ Jahović 73’ Ngamukol |

| Arbitro: | Schärer |

|             |           |                         |
| Jahović 42’ | Marcatori | 84’ Ciccone 90’ Trípodi |

| Arbitro: | Klossner |

|              |           |              |
| Lombardi 90’ | Marcatori | 84’ Sermeter |

| Arbitro: | San |

|  |           |                                             |
|  | Marcatori | 25’, 51’ Jahović 87’ Čavušević 89’ Ngamukol |

| Arbitro: | Zimmermann |

|                        |           |           |
| Schär 2’ Čavušević 56’ | Marcatori | 8’ Gaspar |

| Arbitro: | Graf |

|                                               |           |                      |
| Regazzoni 32’ Mathys 62’ Muntwiler 75’ (rig.) | Marcatori | 42’ Cha 84’ Lombardi |

| Arbitro: | Schärer |

|                   |           |                          |
| Besseyre 27’, 54’ | Marcatori | 64’ Mouangue 81’ Bastida |

| Arbitro: | Jancevski |

|                                                      |           |               |
| Čavušević 6’, 17’, 78’ Ngamukol 30’, 76’ Jahović 86’ | Marcatori | 90’ Rodriguez |

| Arbitro: | Pache |

|                                  |           |             |
| Mijadinoski 2’ (aut.) Markaj 65’ | Marcatori | 15’ Diakité |

| Arbitro: | Winter |

|             |           |                                 |
| Staubli 60’ | Marcatori | 64’ (rig.) Jahović 78’ Ngamukol |

| Arbitro: | Schärer |

|                 |           |           |
| Mijadinoski 15’ | Marcatori | 72’ Antić |

| Arbitro: | Wermelinger |

|                                   |           |  |
| Jahović 30’, 52’ (rig.) Schär 64’ | Marcatori |  |

| Arbitro: | Marri |

|                        |           |             |
| Paçarizi 55’ Polli 73’ | Marcatori | 29’ Jahović |

| Arbitro: | San |

|                    |           |            |
| Jahović 58’ (rig.) | Marcatori | 82’ Grippo |

### Coppa Svizzera
| 17 settembre 2011, ore 20:00 CEST Primo turno | Renens | 1 – 4 | Wil |  |

| 16 ottobre 2011, ore 16:00 CEST Secondo turno | Locarno | – | Wil |  |

| 26 novembre 2011, ore 17:30 CET Ottavi di finale | Wil | 2 – 3 | Basilea |  |

## Statistiche

### Statistiche di squadra
| Competizione     | Punti | In casa | In casa | In casa | In casa | In casa | In casa | In trasferta | In trasferta | In trasferta | In trasferta | In trasferta | In trasferta | Totale | Totale | Totale | Totale | Totale | Totale | DR  |
| Competizione     | Punti | G       | V       | N       | P       | Gf      | Gs      | G            | V            | N            | P            | Gf           | Gs           | G      | V      | N      | P      | Gf     | Gs     | DR  |
| ---------------- | ----- | ------- | ------- | ------- | ------- | ------- | ------- | ------------ | ------------ | ------------ | ------------ | ------------ | ------------ | ------ | ------ | ------ | ------ | ------ | ------ | --- |
| Challenge League | 46    | 15      | 6       | 6       | 3       | 29      | 18      | 15           | 6            | 4            | 5            | 30           | 23           | 30     | 12     | 10     | 8      | 59     | 41     | +18 |
| Coppa Svizzera   | -     | 1       | 0       | 0       | 1       | 2       | 3       | 1            | 1            | 0            | 0            | 4            | 1            | 2      | 1      | 0      | 1      | 6      | 4      | +2  |
| Totale           | 46    | 16      | 6       | 6       | 4       | 31      | 21      | 16           | 7            | 4            | 5            | 34           | 24           | 32     | 13     | 10     | 9      | 65     | 45     | +20 |

### Andamento in campionato
| Giornata  | 1 | 2 | 3  | 4 | 5 | 6 | 7 | 8 | 9 | 10 | 11 | 12 | 13 | 14 | 15 | 16 | 17 | 18 | 19 | 20 | 21 | 22 | 23 | 24 | 25 | 26 | 27 | 28 | 29 | 30 |
| --------- | - | - | -- | - | - | - | - | - | - | -- | -- | -- | -- | -- | -- | -- | -- | -- | -- | -- | -- | -- | -- | -- | -- | -- | -- | -- | -- | -- |
| Luogo     | C | T | C  | T | C | T | C | T | C | T  | C  | T  | C  | T  | C  | T  | T  | C  | C  | T  | C  | T  | T  | C  | T  | T  | C  | C  | T  | C  |
| Risultato | N | N | N  | V | N | N | V | V | V | V  | V  | P  | P  | P  | P  | N  | V  | P  | N  | V  | V  | P  | N  | V  | P  | V  | N  | V  | P  | N  |
| Posizione | 7 | 9 | 10 | 9 | 9 | 8 | 7 | 5 | 4 | 3  | 3  | 3  | 4  | 5  | 6  | 6  | 5  | 9  | 9  | 8  | 7  | 8  | 8  | 7  | 8  | 8  | 8  | 6  | 6  | 6  |

Legenda:

Luogo: C = Casa; T = Trasferta. Risultato: V = Vittoria; N = Pareggio; P = Sconfitta.

### Statistiche dei giocatori
| B. Afşarlı       | 10 | 0  | 2 | 0 |
| I. Alija         | 0  | 0  | 0 | 0 |
| P. Bachmann      | 1  | 0  | 0 | 0 |
| S. Bastida       | 30 | 4  | 0 | 0 |
| N. Bozic         | 9  | 0  | 2 | 0 |
| A. Busai         | 9  | 0  | 1 | 0 |
| J. Cha           | 25 | 1  | 4 | 0 |
| A. Diakité       | 15 | 1  | 4 | 0 |
| G. Faivre        | 29 | 0  | 2 | 0 |
| S. Fejzulahi     | 8  | 2  | 0 | 0 |
| C. Holenstein    | 23 | 3  | 2 | 0 |
| K. Jaggy         | 28 | 0  | 4 | 0 |
| A. Jahović       | 29 | 16 | 6 | 0 |
| E. Kilafu        | 7  | 0  | 0 | 1 |
| G. Lekaj         | 19 | 0  | 1 | 0 |
| S. Lombardi      | 25 | 4  | 3 | 0 |
| M. Mijadinoski   | 15 | 1  | 1 | 0 |
| S. Milani        | 10 | 0  | 0 | 0 |
| O. Mouangue      | 9  | 1  | 0 | 0 |
| A. Ngamukol      | 27 | 7  | 4 | 0 |
| C. Rim           | 0  | 0  | 0 | 0 |
| R. Rodríguez     | 6  | 0  | 0 | 0 |
| F. Schär         | 26 | 5  | 4 | 0 |
| M. Schönenberger | 24 | 0  | 6 | 0 |
| D. Čavušević     | 24 | 13 | 5 | 0 |